# Tata, mama, gosposia i ja
Tata, mama, gosposia i ja (fr. Papa, maman, la bonne et moi) – francuski czarno-biały film komediowy z 1954 roku.

## Opis fabuły[1]
Robert Langlois, po utracie pracy stażysty u adwokata, zarabia na życie udzielając korepetycji. Nie mówi o tym rodzicom, z którymi mieszka. Pewnego dnia zakochuje się w pięknej dziewczynie - Catherine. Kobieta postanawia zatrudnić się w jego domu jako służąca by zdobyć przychylność rodziców narzeczonego.

## Główne role
- Robert Lamoureux - Robert Langlois
- Gaby Morlay - Gabrielle Langlois, matka
- Fernand Ledoux - Fernand Langlois, ojciec
- Nicole Courcel - Catherine Liseray
- Madeleine Barbulée - Marie-Louise
- Louis de Funès - pan Calomel
- Yolande Laffon - Madeleine Sautopin
- Robert Rollis - Léon "Alibi"
- Sophie Sel - uczennica
- Dominique Davray - rzeźnik
- Françoise Hornez - Nicole
- Judith Magre
- Hubert Deschamps
- Léon Arvel
- Claude Castaing